# Vitkovići (Republika Serbska)
Vitkovići (cyr. Витковићи) – wieś w Bośni i Hercegowinie, w Republice Serbskiej, w gminie Bratunac. W 2013 roku liczyła 154 mieszkańców.